# Iris Scherrer
Iris Scherrer (* 24. September 1990) ist eine Schweizer Unihockeyspielerin. Sie steht beim Nationalliga-A-Vertreter UHC Waldkirch-St. Gallen unter Vertrag.

## Karriere

### UHC Waldkirch-St. Gallen
Scherrer begann ihre Karriere beim UHC Waldkirch-St. Gallen. Sie durchlief alle Juniorenabteilungen des Vereins. 2009 debütierte sie in der ersten Mannschaft des UHC Waldkirch-St. Gallen in der Nationalliga B. 
Nach einer erfolgreichen Saison 2016/17 stieg Scherrer mit den Damen des UHC Waldkirch-St. Gallen in die Nationalliga A auf.